# Ruslana Taran
Ruslana Taran   (Ievpatòria, 27 d'octubre de 1970) és una regatista de vela esportiva ucraïnesa, ja retirada, guanyadora de tres medalles olímpiques.

## Biografia
Va néixer el 27 d'octubre de 1970 a la ciutat de Ievpatòria, població situada a la península de Crimea, que en aquells moments formava part de la Unió Soviètica però que avui en dia forma part d'Ucraïna.

## Carrera esportiva
Va participar, als 25 anys, en els Jocs Olímpics d'Estiu de 1996 realitzats a Atlanta (Estats Units), on aconseguí guanyar la medalla de bronze en la prova de 470 femení juntament amb Olena Pakholchik. Amb aquesta mateixa regatista aconseguí revalidar el mateix metall en els Jocs Olímpics d'Estiu de 2000 realitzats a Sydney (Austràlia). En els Jocs Olímpics d'Estiu de 2004 realitzats a Atenes (Grècia) canvià de modalitat i es passà la classe Yngling, on aconseguí guanyar la medalla de plata juntament amb Ganna Kalinina i Svitlana Matevusheva.
Al llarg de la seva carrera ha aconseguit guanyar quatre medalles en el Campionat del Món de vela en la modalitat de 470, destacant les victòries els anys 1997, 1998 i 1999.